# RGSS
RGSS (acrônimo para Ruby Game Scripting System; em português: Sistema de Scripting de Jogo em Ruby) é uma linguagem de script baseada em Ruby, possuindo uma extensão da biblioteca original desta linguagem. É utilizada nos motores de jogo RPG Maker XP, RPG Maker VX e RPG Maker VX Ace (esse último com o nome "RGSS3").[carece de fontes?]